# Gymnobela petiti
Gymnobela petiti is een slakkensoort uit de familie van de Raphitomidae. De wetenschappelijke naam van de soort is voor het eerst geldig gepubliceerd in 2005 door Garcia.